# Trichosea nigrescens
Trichosea nigrescens är en fjärilsart som beskrevs av W. Warren 1912. Trichosea nigrescens ingår i släktet Trichosea och familjen Pantheidae. Inga underarter finns listade i Catalogue of Life.